# Thom The World Poet
Thom The World Poet (geboren als Thom Woodruff) is een zanger en dichter geboren in Australië.
Zijn loopbaan begon als improvisatie-dichter op allerlei festivals in het kader van Street Poetry. Eerste optreden was in hippiecentrum Nimbim te New South Wales in 1973. In 1990 vertrok Thom vanuit Australië naar Austin (Texas) om daar zijn geluk te beproeven. In 2002 heeft hij 85 dichtbundels, 7 muziekalbums en 35 tapes op zijn naam staan. Zijn stijl is daarbij haast ongewijzigd, instant-dichten. Gezien zijn zang/spreekstijl is het niet verbazingwekkend dat hij in voorprogramma’s komt te staan van bijvoorbeeld Bob Dylan en Hawkwind. Gedurende een aantal jaren is hij verbonden geweest aan diverse universiteiten in Australië en de Verenigde Staten. Tegelijkertijd trad hij op op vele podia, meestal weer op festivals, maar nu verspreid over de gehele wereld, waaronder het festival in Glastonbury. Inmiddels heeft Thom The World Poet opgetreden met diverse bands, waarvan Gong het bekendst is. Op zich is dat niet vreemd; de leider van die band, Dave Allen, kwam ook uit Australië.
In 2008 is zijn repertoire gegroeid tot meer dan 152 boeken, 16 cd’s en talloze tapes.